# Etienne Henrion
Dom Etienne Henrion (overleden, Orval, 7 juni 1729) was abt van de abdij van Orval tussen 1707 en zijn dood in 1729.
Henrion werd geboren te Mechelen rond 1657. Terwijl hij abt was, stond de abdij van Orval bekend als een bolwerk van het jansenisme.